# موريتز كابوسي
موريتز كابوسي (بالمجرية: Kaposi Móric)‏ (ولد بتاريخ 23 أكتوبر 1837 بكابوسفار، بالمجر - توفي في 6 مارس 1902 بفيينا، النمسا) هو طبيب وأخصائي أمراض جلدية مجري كبير. هو مكتشف سرطان الجلد الذي يحمل اسمه سرطان ساركوما كابوسي. اكتشف عام 1870 مرض جفاف الجلد المصطبغ ويطلق على المصابين بهذا المرض اسم أطفال القمر كون أنه يصيب الأطفال.